# Óbščestvo skeptikov
Óbščestvo skeptikov (rusky Общество скептиков, Společnost skeptiků) je ruská skeptická společnost. Jejím cílem je popularizovat vědu, vzdělávat širokou veřejnost, propagovat a vyučovat dovednosti kritického a skeptického myšlení, a vytvářet platformu pro komunikaci v oblasti vědy a skepticismu.

Po přijetí Zákona o vzdělávací činnosti v dubnu 2021 výrazně omezila svou činnost.

## Historie
Roku 2012 Kirill Alferov vytvořil internetovou stránku „Esoterika a skepticismus“, ve které analyzoval populární ruské New Age osobnosti a psal o tom. Společnost pak byla oficiálně založena 31. března 2013, kdy Kirill Alferov zorganizoval první setkání Společnosti v Moskvě. Od té doby se společnost scházela každý druhý čtvrtek v měsíci. Od roku 2014 byly také zakládány regionální skupiny Společnosti skeptiků a konala se pravidelná setkání v Petrohradě, Jekatěrinburgu, Voroněži, Ufě, Samaře, Almaty, Pavlodaru, Charkově a Kazani.
Při návštěvě Moskvy, kde byl speciálním hostem festivalu Illuminator, se Michael Shermer setkal se zástupci Společnosti.

## Aktivity
Společnost pořádala experimenty, kterými testovala tvrzení o údajných nadpřirozených schopnostech.
Většina aktivit a projektů společnosti je dostupná online.

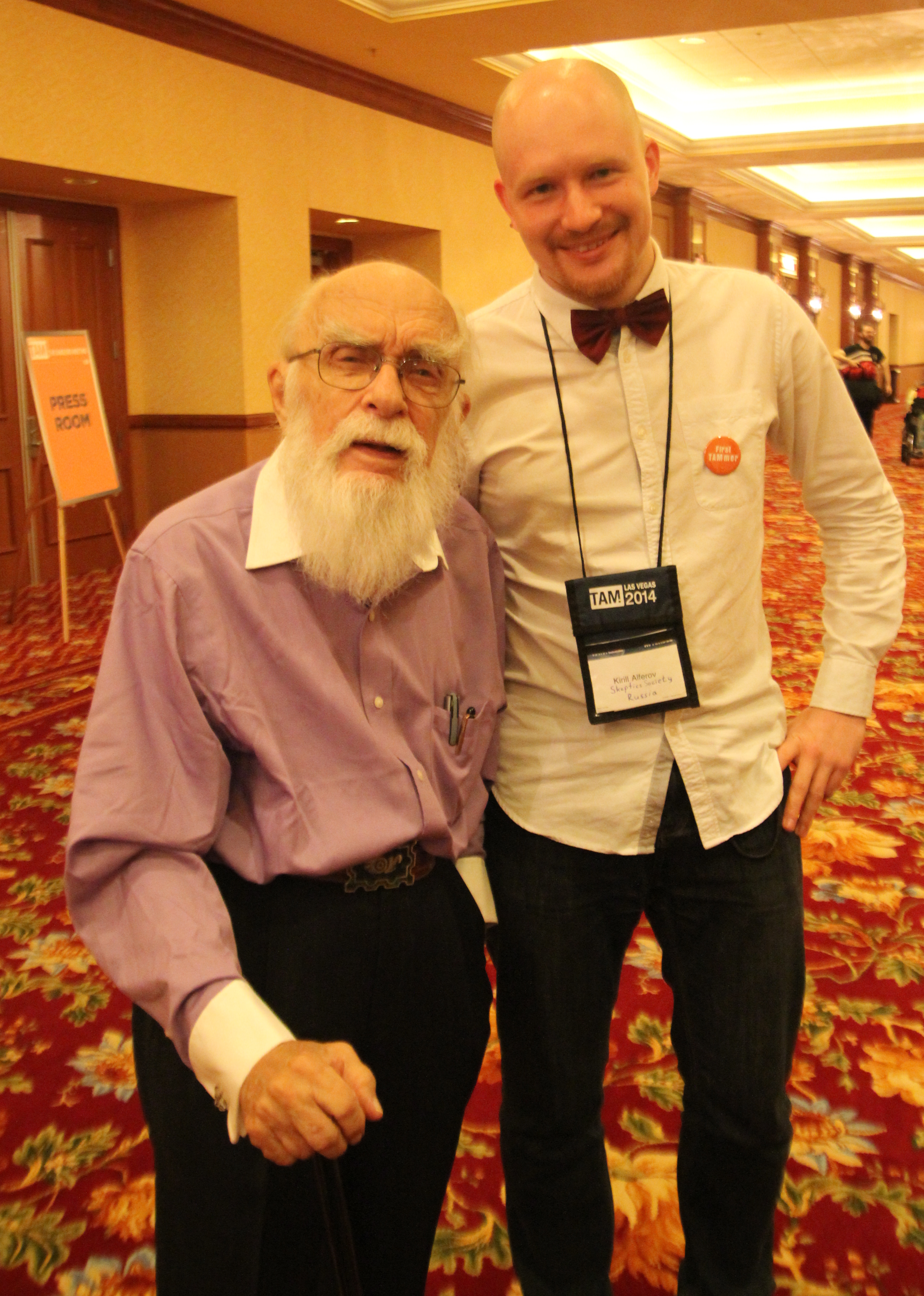
James Randi and Kirill Alferov na konferenci The Amaz!ng Meeting 2014

### Podcasty
- Skeptik (Скептик) - První podcast produkovaný Společností skeptiků. Věnoval se popularizaci vědy, kritickému myšlení a filozofii vědeckého skepticismu. Vycházel od roku 2013 do ledna 2015. Vyšlo 70 epizod.[5][3]
- Delfinarij (Дельфинарий, „Delfinárium“) - Volná konverzace na různá témata z pohledu kritického myšlení a vědy. Vyšlo 9 epizod.[6][3]
- Čajnik Rassela (Чайник Рассела, „Russellova čajová konvice“) - Hluboké a povrchní analýzy různých jevů. Vyšlo 11 epizod.[7]
- Galop Galileja (Галоп Галилея, „Galileův cval“) - Volná konverzace na o vědě, nadpřirozenu a iluzích. Vyšlo 8 epizod.[8]

### Videopořady
- Kritičeskij vzgljad (Критический взгляд, „Kritický pohled“) - Online diskuze o nejen o alternativní medicíně a různých vědeckých a téměř vědeckých experimentech s Kirillem Alferovem pro veřejnost.[9][3]
- Záznamy vědeckých přednášek[10] - Přednášky pro veřejnost s vědci různých vědeckých disciplín pořádaných Společností skeptiků v různých vzdělávacích institucích.

### Texty
- Zametky skeptika (Заметки скептика, „Poznámky skeptika“) - skeptické komentáře na různá témata.[11]

### Skeptikon
25. října 2014 se v Moskvě konala první konference Společnosti skeptiků, Skepticon (Скептикон). Další ročníky následovaly pravidelně až do roku 2019.
Skeptikony trvaly dva dny, účastníci si mohli poslechnout jak vážné přednášky o metodologii vědy, tak poučné i vtipné populárně-vědecké historky o odhalování jasnovidců a šílených vynálezcích. Součástí byly zábavné interakce s publikem, kvízy a workshopy kritického myšlení.

## Zákon o vzdělávací činnosti
5. 4. 2021 prezident Putin podepsal Zákon o vzdělávací činnosti. Tímto zákonem byla Společnosti prakticky znemožněna činnost. Proti přijetí zákona protestovala široká akademická komunita, Prezidium Ruské akademie věd vyzvalo ke stažení návrhu zákona s tím, že by to ztížilo popularizaci vědy a narušilo by mezinárodní vědecké vazby, Sergej Popov, přední výzkumný pracovník na GAIŠ v Moskvě poznamenal, že webové stránky, kanály YouTube a podcasty spadají pod extrémně širokou definici vzdělávacích aktivit a že takové projekty budou ukončeny.